# Jan Kars
Jan Kars (Schoonhoven, 2 juli 1903 – Leusden, 29 december 1942) was bevindelijk gereformeerd predikant en lid van het verzet in de Tweede Wereldoorlog.

## Jeugd
Kars is de zoon van Johannes Kars en Adriana de Jongh. Zijn vader was onderwijzer. De jonge Kars werd zilversmid, maar voelde een drang om werkzaam te zijn in het evangelie. Hij meldde zich voor de opleiding tot godsdienstonderwijzer in de Nederlandse Hervormde Kerk volgen. Hij verkreeg zo ook de bevoegdheid om te mogen voorgaan in erediensten.

## Predikant
In 1928 werd hij voorganger in Brandwijk in de Alblasserwaard. Vier jaar later werd hij voorganger van de Nederlandse Hervormde Evangelisatie op Gereformeerde Grondslag te Capelle aan den IJssel. Kars was gedreven en wist mensen te raken met zijn prediking. Hij was eigenzinnig, maar was bleek wel een goede organisator en kreeg veel belangstelling van jong en oud. In 1937 werd de connectie tussen Kars en de Evangelisatievereniging slechter door verschillende problemen. Hij werd zelfs ontslagen als voorganger van de Evangelisatie, maar meerdere mensen waren het er niet mee eens, zodat er een nieuwe evangelisatie werd opgericht met de naam ‘Rehoboth’. Kars werd als voorganger aangesteld en er kwam een kerkgebouw. Met veel liefde en gedrevenheid gaf hij ook daar leiding. Op 6 november 1940 werd Kars bevestigd tot predikant in de Nederduits Gereformeerde Gemeenten.

## Verzet
Toen de Duitse bezetting een feit was, kon dominee Kars niet stil blijven zitten. Hij werd lid van een verzetsgroep: de Leeuwengarde. Hij saboteerde, bood Joden hulp en ving onderduikers op in de pastorie. In april 1942 werd Kars door verraad opgepakt. Terwijl zijn huis en de kerk werden doorzocht, zong Kars uit volle borst het Wilhelmus. De wapens, die verborgen lagen onder de preekstoel waren net op tijd weggehaald, maar hij werd toch gearresteerd. Hij werd overgebracht naar het Oranjehotel in Scheveningen, waar hij een geestelijke verdieping doormaakte. Uiteindelijk kwam hij in kamp Amersfoort terecht, waar hij ook (in het geheim) preekte. Weer later werd hij opgesloten in Utrecht. Hij had, ondanks het strenge verbod, een Bijbel bij zich en bleef het Evangelie verspreiden aan medegevangenen. Uit brieven van medegevangenen bleek dat een aantal van hen daardoor een geestelijke ommekeer beleefden. Pogingen om hem vrij te krijgen, mislukten.

## Levenseinde
Uiteindelijk kreeg Kars te horen dat hij ter dood veroordeeld werd. Op de dag van de executie deed één veroordeelde verzetsman nog geloofsbelijdenis bij dominee Kars en vierde de predikant met de ter doodveroordeelden nog het Heilig Avondmaal. Kort voor zijn dood las hij nog Psalm 56, die veel voor hem betekende. Ook kon hij nog een afscheidsbrief schrijven. Daarna werden zij gefusilleerd op de Leusderheide. Een ooggetuige vertelde later dat Kars als laatste werd gefusilleerd en hij daarvoor de andere gevangenen bemoedigde en het Wilhelmus toezong. 
Op 30 november 1945 werd er een eervolle rouwdienst en begrafenis gehouden waarbij ds. J. van Welzen voorging. Dominee Kars werd in zijn geboorteplaats Schoonhoven begraven en in mei 1978 op het ereveld te Loenen herbegraven. Op Youtube is een korte documentaire te vinden van de Oorlogsgravenstichting over dominee Jan Kars.

## De afscheidsbrief van Kars
De afscheidsbrief van Kars is indrukwekkend en door meerdere mensen uit het dorp gelezen. Aan het begin van de brief meldt Kars meteen dat hij op 29 december om 2 uur zal moeten sterven. Verderop in de afscheidsbrief van Jan Kars wordt het duidelijk hoeveel hij zijn vrouw liefhad: "Lieve, lieve vrouw, ik moet van je afscheid nemen. Als ik in het leven misdaan heb, heb jij mij vergeven, dat weet ik. (...) Mijn schat, ik hoop je eens weer te zien aan den troon der genade." Aan het einde spreekt hij nog zijn moeder aan: "Lieve moeder Kars, God geve dat we eenmaal met vader God mogen grootmaken."